# アッパー・メリオン郡区 (ペンシルベニア州モンゴメリー郡)
アッパー・メリオン郡区（英: Upper Merion Township）は、アメリカ合衆国ペンシルベニア州東部のモンゴメリー郡のタウンシップ（郡区）である。2010年の国勢調査での人口は28,395人だった。フィラデルフィア市から16マイル (26 km) に位置し、タウンシップの中に、キング・オブ・プルシア、スウィードランド、スウィーズバーグ、ガルフミルズ、ウェインの各村がある。
タウンシップの西端はバレーフォージがあった場所であり、広さ1,300エーカー (5 km2) あるバレーフォージ国定歴史公園の大部分が入っている。タウンシップの中に小売用床面積では国内最大のショッピングモールであるキング・オブ・プルシア・モールがある。ここはロッキード・マーティンやグラクソ・スミスクラインなどの会社が入る産業団地でもある。
「メリオン」という名前は北ウェールズのメリオネスシャーに由来している。「メリオネス」はウェールズ語の「メリオニード」を英語化したものである。

## 歴史
タウンシップとしての法人化は1713年のことであり、キング・オブ・プルシア・イン、ガルフミルズのバード・イン・ハンド・イン、後にはスウィーズ・フォード・インが議会に免許料として6シリングを求められた年でもあった。キング・オブ・プルシア・インは1719年に建設され、メリオンの歴史的香りを残している。プロイセンからの移民がフリードリヒ大王に敬意を表して命名したが、アメリカ独立戦争の時には食料と飲料の中心として知られた。別の説として、この宿屋は当初ベリーの酒場と呼ばれており、自由に金を消費するプロイセンの傭兵の気を惹こうとしてこう名付けたというものがある。
アッパー・メリオン・タウンシップはペンシルベニア州法の下で第2級のタウンシップである。5人の委員で作る行政委員会は、委員の任期を6年間として、タウンシップ全体を選挙区に一部委員を改選しながら統治している。委員会は法を通し、タウンシップの全的方針を決める。専門家であるタウンシップ・マネジャーが日々の運営を行い、常勤250人の職員の活動を監視している。
ハンギングロック（自然の岩）とポプラ・レーン（18世紀の家屋）がアメリカ合衆国国家歴史登録財に指定されている。

## 地理
アメリカ合衆国国勢調査局に拠れば、領域全面積は17.2平方マイル (44.7 km2)であり、このうち陸地16.9平方マイル (43.7 km2)、水域は0.4平方マイル (1.0 km2)、水域率は2.20%である。

## 見どころ

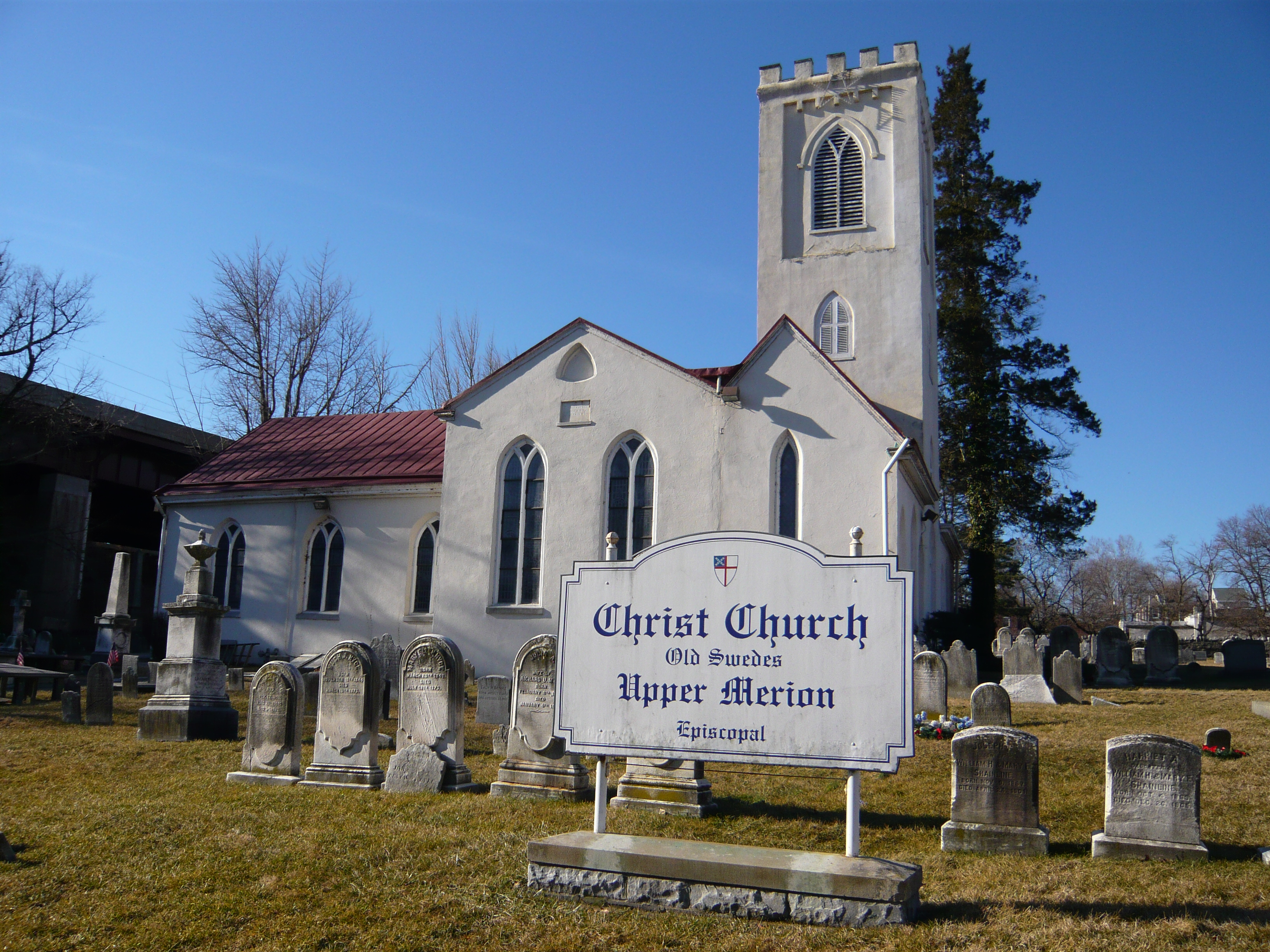
オールド・スウィード教会、アッパー・メリオンのスウィーズバーグにある

オールド・スウィード教会は1760年6月25日にスウィーズバーグで落成し、1735年に建設されたそれまでの単純な丸太小屋に置き換わった。当初の教会は教会としても学校としても機能していたが、この教会ができてからは教会のみになった。ステンドグラスの窓がニュースウェーデンと呼ばれたスウェーデン人の植民地の歴史を伝えている。
ジョージ・ワシントン将軍とその軍隊は、1777年12月13日にスウィーズフォードでスクーカル川を渡った後、オールド・スウィード教会を訪れ、そこで宿営してバレーフォージに向かった。

## 人口動態
2010年国勢調査時点での人種別人口構成は、白人76.0%、黒人5.5%、インディアン0.2%、アジア系14.7%、混血2.1%、ヒスパニック系3.9%となっていた
以下は2000年国勢調査による人口統計データである。
| 基礎データ - 人口: 26,863 人（2000年から9.7%成長） - 世帯数: 11,575 世帯 - 家族数: 7,141 家族 - 人口密度: 615.2人/km2（1,593.3 人/mi2） - 住居数: 12,151 軒 - 住居密度: 278.3軒/km2（720.7 軒/mi2） 人種別人口構成 - 白人: 84.75% - アフリカン・アメリカン: 4.63% - ネイティブ・アメリカン: 0.13% - アジア人: 8.45% - 太平洋諸島系: 0.05% - その他の人種: 0.66% - 混血: 1.32% - ヒスパニック・ラテン系: 1.79% 年齢別人口構成 - 18歳未満: 18.7% - 18-24歳: 7.5% - 25-44歳: 33.8% - 45-64歳: 24.3% - 65歳以上: 15.7% - 年齢の中央値: 38歳 - 性比（女性100人あたり男性の人口） - 総人口: 97.0 - 18歳以上: 94.9 | 世帯と家族（対世帯数） - 18歳未満の子供がいる: 23.1% - 結婚・同居している夫婦: 52.3% - 未婚・離婚・死別女性が世帯主: 6.8% - 非家族世帯: 38.3% - 単身世帯: 29.7% - 65歳以上の老人1人暮らし: 7.7% - 平均構成人数 - 世帯: 2.30人 - 家族: 2.91人 収入と家計 - 収入の中央値 - 世帯: 65,636米ドル - 家族: 78,690米ドル - 性別 - 男性: 51,247米ドル - 女性: 38,166米ドル - 人口1人あたり収入: 34,961米ドル - 貧困線以下 - 対人口: 2.9% - 対家族数: 1.3% - 18歳未満: 1.6% - 65歳以上: 3.1% |

## タウンシップのミッション
「アッパー・メリオン・タウンシップは、町の活性、経済的繁栄、文化的調和を促進するために、町の健康、安全、一般的福祉のニーズに対応するサービスを行う」
「タウンシップ政府はこれらのサービスを、正直で、開放的で、面倒見の良いやり方で利用できる資源を効率的で効果的に利用することで提供できるよう努力する」

## 政治と政府
アッパー・メリオン・タウンシップは、選挙で選ばれる5人の委員で構成する立法委員会が運営している。委員の任期は6年間であり、定期的に一部の委員を改選している。タウンシップ委員会の会合の様子はアッパー・メリオン政府アクセステレビで放送されている。
立法委員会はタウンシップ・マネジャーを雇用し、タウンシップを運営させる。
アッパー・メリオン・タウンシップは、アメリカ合衆国下院議員の選挙でペンシルベニア州第13選挙区と第7選挙区に属し、州議会下院では第149選挙区に、同上院では第17選挙区に属している。

## 経済

### 主要雇用主
アッパー・メリオン・タウンシップの2010年包括的財務報告書に拠れば、タウンシップ内の主要雇用主は次の通りである。
| 順位 | 雇用主                         | 従業員数 | 地区                   |
| ---- | ------------------------------ | -------- | ---------------------- |
| 1    | ロッキード・マーティン         | 3,568    | キング・オブ・プルシア |
| 2    | グラクソ・スミスクライン       | 2,732    | キング・オブ・プルシア |
| 3    | GSI コマース                   | 991      | キング・オブ・プルシア |
| 4    | パーシング                     | 853      | キング・オブ・プルシア |
| 5    | アッパー・メリオン地域教育学区 | 691      | キング・オブ・プルシア |
| 6    | アメリカ合衆国負債保険グループ | 655      | ウェイン               |
| 7    | イェローブック                 | 648      | キング・オブ・プルシア |
| 8    | シェルビル・サービシーズ       | 530      | キング・オブ・プルシア |
| 9    | ノードストローム               | 486      | キング・オブ・プルシア |
| 10   | ブロードビュー・ネットワークス | 469      | キング・オブ・プルシア |

## 教育
アッパー・メリオン・タウンシップの児童生徒はアッパー・メリオン地域教育学区の学校に通っている。